# Bichano Records
Bichano Records foi um selo fonográfico carioca de indie rock fundado em 2014 por Fred Zgur, que teve a ideia de fazer o selo após acompanhar o trabalho de gravadoras independentes gringas como a Driftwood Records, Too Far Gone Records, entre outras. 
O selo foi responsável por lançar várias bandas de rock independente no país durante a época que estava ativa juntamente com outros selos como Umbaduba Records e Transtorninho Records, representando uma espécie de estilo descrita pela A Gazeta como "Rock Triste".

## História
O selo surgiu em janeiro de 2014 pelo carioca Fred Zgur, após uma visita a São Paulo pra ver o primeiro show do Title Fight. Depois de aprender a arte do DIY (Faça-você-mesmo) com o amigo Marcelo Rachmuth (Ex-integrante do doppelgangers e integrante de E A Terra Nunca Me Pareceu Tão Distante) e escolher a famosa arte do gatinho de um desenho do Guilherme Freitas, de Porto Alegre (Ex-integrante de Everyone Goes To Space, e integrante de Não ao Futebol Moderno, Summerage), Fred chegou em casa da viagem e começou o selo, sozinho. Mais tarde, ele contou também com a ajuda de Caio Sartori para promover os rolês e lançamentos da Bichano.
Em 2016 ocorreu A Bichano Fest, festival promovido pelo próprio selo de mesmo nome, que levou à Casa do Jornalista as bandas paulistas Raça e Ombu e dois representantes da capital mineira, a banda El Toro Fuerte e o jovem compositor Fábio de Carvalho. No mesmo ano ocorreu o repentino fim do selo que deixou todo mundo surpreso, tanto os fãs quanto os próprios artistas do selo, que não tinham sido avisados antes. Depois de dois anos promovendo toda a sorte de música independente pelo Brasil, a Bichano Records encerra suas atividades. A razão para a confusão de geral pode ter sido causada, também, por um ponto negativo da ascensão do selo. Querendo ou não, a Bichano era detentora de grande parte dos lançamentos de um mesmo nicho de rock alternativo independente no país, seguida por alguns selos mais regionais, como o Umbaduba Records, de Porto Alegre, e a Transtorninho Records, do Recife. O verdadeiro motivo da Bichano ter encerrado suas atividades ainda permanece um tanto embaçado, mas, segundo Caio Sartori, a dupla responsável pelo selo decidiu parar por "motivos pessoais, pra focar em outras coisas da vida."